# Ріаріо
Ріаріо, також Ріаріо-Сфорца (італ. Riario, італ. Riario-Sforza) — італійська дворянська родина XII століття, що походила з Савони, гілки якої розгалужувалися до Болоньї, Генуї, Венеції, Риму та Неаполя.

## Гілки родини

### Ріаріо
Ріаріо володіли містами Форлі та Імоли і походили від Паоло Ріаріо, який одружився з Б'янкою делла Ровере, сестрою Франческо, майбутнього папи Сікста IV.
Серед представників:
- Віоланте Ріаріо (1441—1483) — дворянка, вийшла заміж за Антоніо Сансоні в 1457 році і дала своє прізвище кардиналу Раффаеле Ріаріо
- П'єтро Ріаріо (1447—1474) — кардинал
- Раффаеле Ріаріо (1460—1521) — кардинал, син Віоланте

Останнім представником роду був Джироламо Ріаріо, який, одружившись з Катериною Сфорца, дочкою Галеаццо Марії Сфорца, герцога Міланського, та його коханки Лукреції Ландріані (італ. Lucrezia Landriani), утворив гілку Ріаріо-Сфорца, об'єднавши статки сім'ї.

### Ріаріо-Сфорца

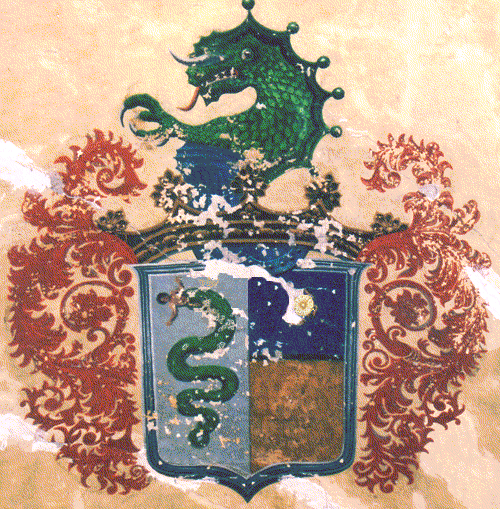
Герб родини Ріаріо-Сфорца

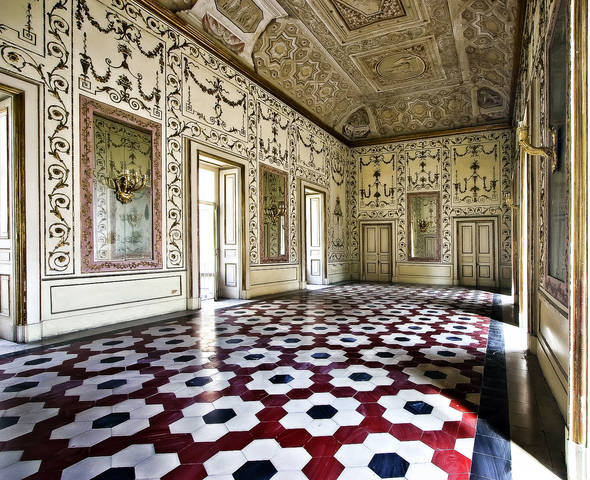
Палаццо Ріаріо-Сфорца, дворянський зал

Гілка походила від шлюбу в 1477 році Джироламо Ріаріо з Катериною Сфорца, позашлюбною дочкою Галеаццо Марії Сфорца, герцога Міланського. Чезаре Борджіа передав володіння на Імоле та Форлі в 1499 році, гілка Ріаріо-Сфорца оселилася в Болоньї:
- Джироламо Ріаріо (1443—1488) — сеньйор Імоли, а потім Форлі
- Оттавіано Ріаріо (1479—1533) — полководець
- Чезаре Ріаріо (1480—1540) — єпископ
- Б'янка Ріаріо (1481—1522) — дворянка
- Галеаццо Марія Ріаріо (італ. Galeazzo Maria Riario; 1485—1557) — одружився з Марією делла Ровере в 1504 році;
- Франческо Сфорца Ріаріо (Сфорціно) (1487—1546) — єпископ Лукки
- Алессандро Ріаріо (1543—1585) — кардинал
- Фердінандо Ріаріо (італ. Ferdinando Riario; XVII століття) — герцог і граф Священної Римської імперії
- Джованні Ріаріо (італ. Giovanni Riario; 1769—1836) — військовий і музикант
- Томмазо Ріаріо-Сфорца (1782—1857) — кардинал
- Сісто Ріаріо-Сфорца (1810—1877) — кардинал

За дипломом від герцога Міланського рід отримав титул графа «на вічність» для чоловіків і жінок членів родини, якщо вони зберігали подвійне прізвище Ріаріо-Сфорца. У 1714 році неаполітанська гілка отримала титул герцога за прізвищем. Вони також мали титули принци Ардоре (1712) і герцоги Сан-Паоло (1739). У XX столітті гілка також успадкувала титули Барберіні Колонна ді Скярра (принц Карбоньяно). Урбано Ріаріо-Сфорца Барберіні Колонна ді Скярра є відомим як актор Урбано Барберіні.

#### Барони Монтепелозо (1665)
- Джироламо (італ. Girolamo), 1-й барон Монтепелозо, отримав титул маркіза Корлето в 1669 році

#### Маркізи Корлето (1669)
- Джироламо, 1-й маркіз Корлето
- Ігнаціо Раффаеле (італ. Ignazio Raffaele; 1630—1709), 2-й маркіз Корлето
- Паоло Джіроламо (італ. Paolo Girolamo; 1679—1711), 3-й маркіз Корлето
- Нікола (італ. Nicola; 1682—1748), 4-й маркіз Корлето, в 1711 році отримав титул герцога на своє прізвище.

#### Герцоги Ріаріо-Сфорца (1714)
- Нікола (1682—1748), 1-й герцог Ріаріо-Сфорца
- Раффаеле (1720—1787), 2-й герцог Ріаріо-Сфорца
- Нікола (1743—1796), 3-й герцог Ріаріо-Сфорца
- Раффаеле (1767—1797), 4-й герцог Ріаріо-Сфорца
- Джованні Антоніо (1769—1836), 5-й герцог Ріаріо-Сфорца, брат Раффаеле
- Нікола Джованні (1808—1853), 6-й герцог Ріаріо-Сфорца
- Джованні Баттіста (1840—1871), VII герцог Ріаріо-Сфорца
- Нікола (1866—1940), VIII герцог Ріаріо-Сфорца
- Джованні Баттіста (1902—1965), 9-й герцог Ріаріо-Сфорца
- Нікола (1934—1995), 10-й герцог Ріаріо-Сфорца
- Джованні (нар. 1959), 11-й герцог Ріаріо-Сфорца

## Сімейна власність
- Палаццо Альтемпс
- Палаццо Ріаріо-Сфорца